# Bashkia e Shkodrës
Bashkia e Shkodrës är en kommun i Albanien.   Den ligger i prefekturen Qarku i Shkodrës, i den norra delen av landet, 90 kilometer norr om huvudstaden Tirana.
Runt Bashkia e Shkodrës är det i huvudsak tätbebyggt.  Runt Bashkia e Shkodrës är det ganska tätbefolkat, med 96 invånare per kvadratkilometer.